# Filles courageuses
Pour plus de détails, voir Fiche technique et Distribution.
Filles courageuses (Daughters Courageous) est un film américain réalisé par Michael Curtiz, sorti en 1939 d'après la pièce Fly Away Home de Dorothy Bennett et Irving White.

## Synopsis
Nancy Master est une mère célibataire ayant quatre filles. Elle envisage d'épouser l'homme d'affaires Sam Sloane, quand son ex-mari Jim revient soudainement après vingt ans. Il ne reçoit pas un accueil chaleureux, mais il gagne rapidement le cœur de ses filles.

## Fiche technique
- Titre original : Daughters Courageous
- Titre français : Filles courageuses
- Réalisation : Michael Curtiz
- Scénario : Julius J. Epstein et Philip G. Epstein d'après la pièce Fly Away Home de Dorothy Bennett et Irving White
- Photographie : James Wong Howe
- Musique : Max Steiner
- Montage : Ralph Dawson
- Société de production : Warner Bros.
- Pays de production : États-Unis
- Genre : Drame romantique
- Durée : 107 min
- Dates de sortie :
  - États-Unis : 23 juin 1939
  - France : 6 mars 1940

## Distribution
- John Garfield : Gabriel Lopez
- Priscilla Lane : Buff Masters
- Rosemary Lane : Tinka Masters
- Lola Lane : Linda Masters
- Gale Page : Cora Masters
- Claude Rains : Jim Masters
- Jeffrey Lynn : John S. Heming
- Fay Bainter : Nancy Masters
- Donald Crisp : Samuel Sloane
- May Robson : Penny
- Frank McHugh : George
- Dick Foran : Eddie Moore
- Berton Churchill : le juge Henry Hornsby
- Tom Dugan : Joe

## Commentaire
Filles courageuses n'a aucun lien avec la trilogie de films tournés par les trois sœurs Lane (Priscilla, Rosemary et Lola) car il s'agit ici d'une famille différente. Cependant, le scénario de Rêves de jeunesse (tourné un an plus tôt) et de la famille Lemp, se poursuivra dans Quatre Jeunes Femmes et Femmes adorables ((1939 et 1941).